# Lysekloster
Lysekloster (Hellige Maria Kloster i Lyse) ist eine ehemalige Zisterzienserabtei in Norwegen. Die Ruinen des Klosters liegen in der norwegischen Kommune Bjørnafjorden in Vestland, 27 km südlich von Bergen, auf dem Gelände des Gutshofs Lysekloster Hovedgard.

## Geschichte

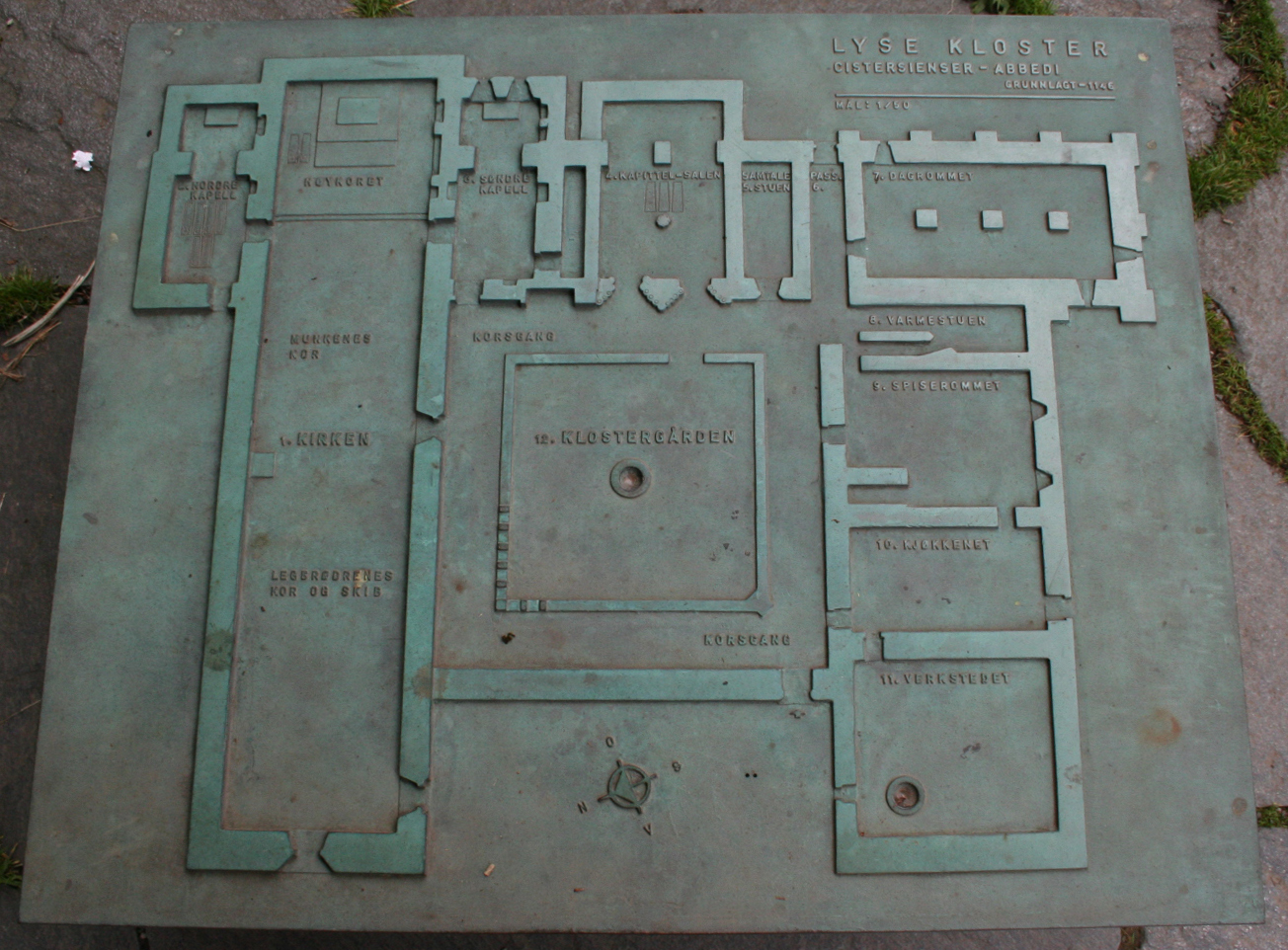
Lageplan

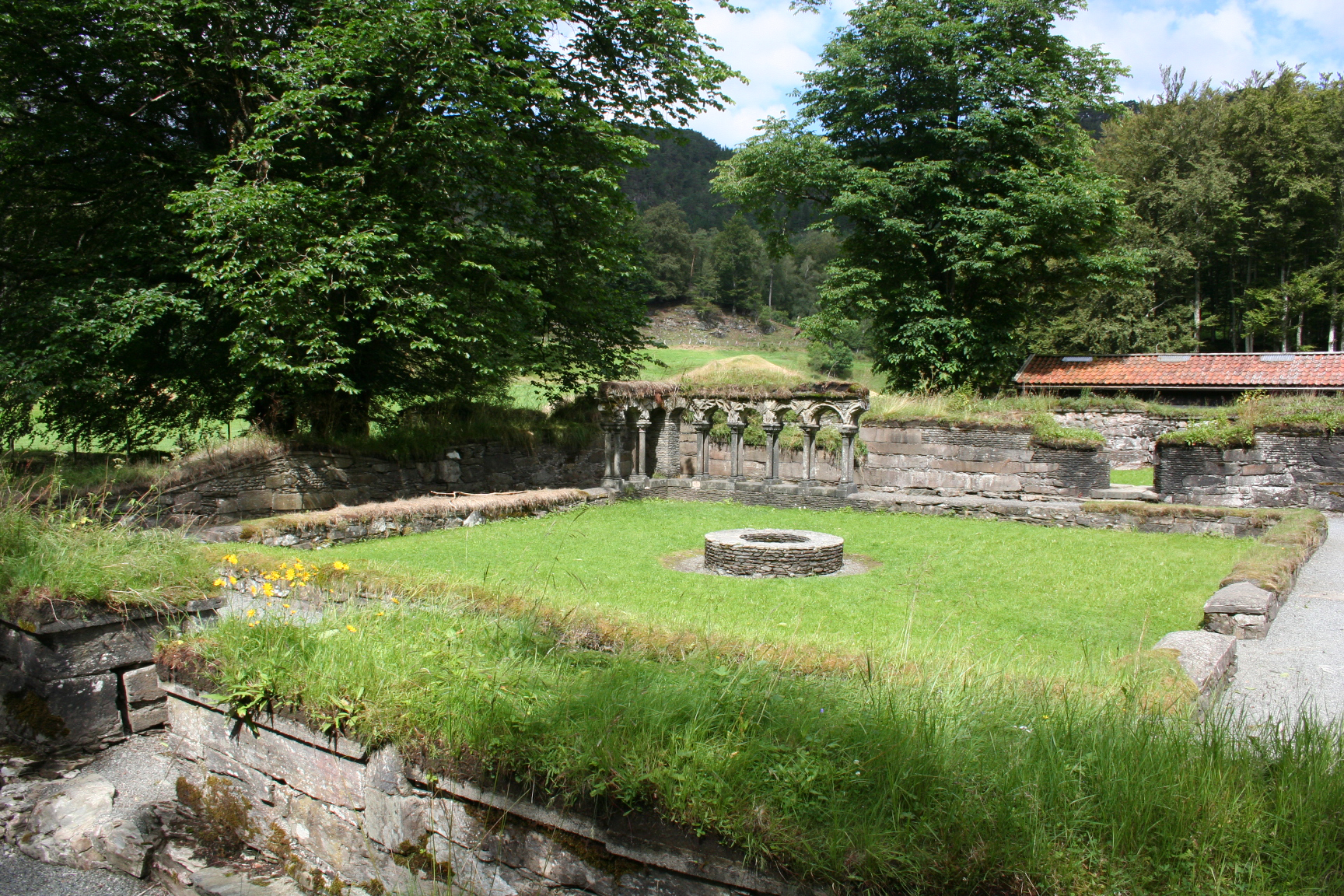
Klosterhof

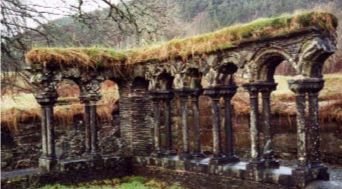
Erhaltene Säulenecke

Gegründet wurde das Kloster nach Stiftung durch den Bischof Sigurd von Bergen im Jahr 1146. Es wurde von Kloster Fountains Abbey (England) aus der Filiation der Primarabtei Clairvaux besiedelt. Von Lysekloster aus wurde im Jahr 1207 Kloster Tautra besiedelt. Der erste Abt war Ranulf aus York. Das Kloster gehörte zu den reichsten in Norwegen; ihm gehörten 200 Höfe, darunter eine Grangie in Opedal in Hardanger mit Gebäuden aus Stein.
Das Kloster wurde im Zug der Reformation 1536/37 vom dänischen König Christian III. säkularisiert. In den folgenden zwei Jahrhunderten wurde die Anlage demoliert und als Steinbruch, u. a. für den Rosenkrantzturm in Bergen, benutzt.
Ausgrabungen fanden 1822, 1838 und 1888/1889 (unter Regie der Fortidminneforening) statt. In den Jahren um 1920 fanden Restaurierungsarbeiten statt. Heute ist die Anlage als Nationalmonument geschützt.

## Bauten und Anlage
Die einschiffige Kirche lag im Nordosten der Klausur. An beiden Seiten des Chors befanden sich Kapellen. Die Klausur hatte zwei Stockwerke, im Obergeschoss befand sich das Dormitorium. Auch die übrigen Räumlichkeiten entsprachen dem Schema mittelalterlicher Zisterzienserklöster.